# Chicho Sánchez Ferlosio
José Antonio Julio Onésimo Sánchez-Mazas Ferlosio, más conocido como Chicho Sánchez Ferlosio (Madrid, 8 de abril de 1940-Madrid, 1 de julio de 2003), fue un cantautor español, autor de una gran cantidad de canciones que, muchas veces, no llegó a grabar él mismo aunque sí lo hicieron otros intérpretes, como Rolando Alarcón, Joan Baez, Soledad Bravo, Víctor Jara, Quilapayún o Joaquín Sabina. Algunos de estos temas han pasado a formar parte de la tradición popular, como Gallo rojo, gallo negro, La hierba de los caminos, La Quinta Brigada o A la huelga.
Era hijo del escritor falangista Rafael Sánchez Mazas y hermano del escritor Rafael Sánchez Ferlosio, así como del matemático y filósofo Miguel Sánchez-Mazas Ferlosio y de Gabriela Sánchez Ferlosio.

## Biografía
Chicho Sánchez Ferlosio nació en Madrid el 8 de abril de 1940, hijo de la italiana Liliana Ferlosio y del escritor falangista Rafael Sánchez Mazas, siendo el hermano menor de Miguel Sánchez-Mazas Ferlosio (1925), de Rafael Sánchez Ferlosio (1927) y de Gabriela Sánchez Ferlosio. Chicho recibió una educación esmerada y tomó pronto un camino opuesto al de su padre, integrándose en la oposición al régimen de Franco y aplicando su talento poético a la composición de canciones antifranquistas. 
En 1957 conoció en el Instituto Italiano a Ana Guardione, con la que se casó en 1960. El matrimonio duró hasta 1974. Fruto del matrimonio nacieron cuatro hijos, pero solo sobrevivió uno: Andrés Sánchez Guardione. Los otros murieron por accidentes siendo niños o al nacer.
Comenzó a estudiar Ciencias Económicas, Derecho y Filosofía y Letras, carreras que no llegó a terminar. En 1961 publicó el que sería su único libro en vida, Narraciones italianas, con diecinueve narraciones recogidas de la tradición italiana. En 1962, cumplió el servicio militar en el Sahara durante catorce meses, tiempo menor que el habitual al ser padre de un hijo.
En 1964 graba varias de sus canciones en un magnetófono casero y el escritor Alfonso Grosso lleva el casete a Estocolmo (Suecia) donde se publican en el elepé Spanska motståndssånger ("Canciones de la resistencia española"). El nombre de Ferlosio es "silenciado por razones de seguridad" y este anonimato lleva a la creencia popular de que los temas son originarios de la época de la guerra civil. Una de ellas, Gallo rojo, gallo negro, se convirtió en un himno de la lucha contra la dictadura. Algo similar ocurrió con La paloma de la paz. 
Chicho se convierte para los cantautores que empezaron a trabajar a finales de los años 1970 en un mito y un amigo fiel, presto a colaborar con quien se lo pidiera. Actuó a menudo con Jesús Munárriz, cantautor antes que poeta y editor, y convenció a Javier Krahe para que se estrenara en los escenarios madrileños. Joaquín Sabina hizo famosa una de sus canciones, Círculos viciosos, por la que Ferlosio demandó en 1981 a las casas discográficas CBS y April Music, vinculadas entre sí, por falsificación de copyright, al aparecer atribuida a Sabina en su disco Malas compañías (1980). Ya en la década de 1990 colabora como letrista con Alberto Pérez en los dos discos que éste dedicó a la música de baile, Sobre la pista (1990) y Tiempo de baile (1999) y canta poemas de Kiko Veneno.
En 1978 edita A contratiempo (reeditado en CD en 2007), elepé que reproduce fielmente sus actuaciones en directo, con instrumentación austera pero con un gran talento melódico, y que incluyó algunas de sus canciones más conocidas, como La paloma de la paz y Gallo rojo, gallo negro.
Con su compañera Rosa Jiménez, con la que durante muchos años actuó habitualmente por los locales nocturnos madrileños interpretando canciones y poemas, fue protagonista en 1981 de una película documental de Fernando Trueba titulada Mientras el cuerpo aguante, grabada en su casa de Sóller (Mallorca), donde presenta a Ferlosio actuando y charlando sin descanso hasta caer rendido y queda impresa la filosofía de vida de la pareja. En el documental, en el que también participa Isabel Escudero, Chicho interpreta sus temas "La paloma de la paz", "El canto Arval" y "Afró Tambú", de A contratiempo, y otras dos composiciones inéditas propias, "Hay una lumbre en Asturias" y "Coplas retrógradas", así como "Zumba que zumba", canción popular venezolana popularizada por Soledad Bravo y "Maremma", tema popular italiano.
Durante los años de la democracia, siguió componiendo canciones satíricas y de protesta y colaborando en prensa (El Mundo), tratando temas como la corrupción del PSOE, la guerra sucia, la guerra de Irak y el despido improcedente que sufrieron los trabajadores de Sintel.
En 1999 colaboró con Albert Boadella y Jean Louis Comolli en Buenaventura Durruti, anarquista, un documental que sigue al grupo Els Joglars durante los ensayos de una obra dedicada al mítico revolucionario anarquista Buenaventura Durruti. Entre ensayo y ensayo, Ferlosio aparece como juglar callejero interpretando canciones que glosan distintos momentos de la lucha de Durruti y sus compañeros. Compuestas para la película, parecen sin embargo piezas de época, en la tradición de los mejores romances de ciego. Se evocan momentos revolucionarios dramáticos, como la comuna de Figols,el levantamiento de Asturias y las huelgas en Barcelona. Este Romancero de Durruti nunca se editó en formato comercial.
En 2003 colaboró en la versión cinematográfica de la novela de Javier Cercas, Soldados de Salamina, dirigida por David Trueba, donde se interpreta a sí mismo y aparece hablando con la protagonista sobre la obra poética de su padre. El 1 de julio de ese mismo año falleció en Madrid de cáncer de colon.
Tras su muerte, su amigo el cantautor Amancio Prada le rindió tributo con su disco Hasta otro día, Chicho Sánchez Ferlosio (2005), que recoge varias composiciones de Chicho y otras ajenas que le eran especialmente queridas. El disco pretende dar a conocer al público canciones de primera fila que nunca fueron grabadas o que actualmente son inencontrables. Prada recuerda en el libreto del disco que muchas de las canciones de Chicho se consideran populares y reconoce este hecho como la máxima condición a la que puede aspirar un compositor.
Al disco de homenaje le siguió la publicación, en otoño de 2008, del libro póstumo Canciones, poemas y otros textos (Hiperión), compilado por Rosa Jiménez, Lisi F. Prada y Francisco Cumpián. El libro incluye el siguiente anuncio: «En enero de 2009 se pondrá a la venta un álbum, publicado por Sello Autor, con un CD que contiene el concierto de Chicho y Rosa Jiménez grabado en el madrileño Círculo de Bellas Artes en 1997, el cual se puede escuchar aqui, y un DVD con las grabaciones de Música en Directo de Chicho y Rosa con Amancio Prada en el mismo Círculo, y en la sede de la SGAE, en 1998».

## Ideología
Su militancia en política se desarrolló como un proceso de progresiva lejanía de las tendencias más estalinistas y ortodoxas de la izquierda española, hasta llegar a las cercanías del anarquismo luego de la muerte de Franco. Primero militó en el PCE, más tarde en el PCE (m-l), partido de tendencia leninista-maoísta del cual se desvinculó —según cuenta en Mientras el Cuerpo Aguante— luego de un viaje a la República Popular de Albania, país en el que dice que observó las nefastas repercusiones que causaba una dirección autoritaria y burocrática del Estado, sumado esto a una actitud de hipocresía por parte de los militantes comunistas españoles. Luego pasó a un grupo de inspiración trotskista, para finalmente encarnar una actitud política cercana a la de su amigo Agustín García Calvo, poeta español que siendo reconocido como un ácrata prefiere no definirse como tal. Para Chicho, “las ideas son para los hombres, y no los hombres para las ideas”.
Al igual que el filósofo Agustín García Calvo, de quien musicó muchos poemas, optó por permanecer al margen de la cultura oficial, actuando donde quiera se les llamara o les apeteciera, pero sin mostrar el menor interés por la promoción comercial.
Además del musical, su obra abarca múltiples campos: escribió poemas y un libro de relatos y realizó acompañamientos musicales para otros intérpretes. También publicó artículos en diversos periódicos, como El País, Diario 16, El Mundo y ABC. Además, se adentró en el terreno de la lingüística e inventó numerosos juegos y rompecabezas. También trabajó como corrector en prensa escrita.

## Discografía
Ferlosio, compositor prolífico, solo grabó una parte mínima de su repertorio. Su discografía oficial incluye un único elepé A contratiempo. Así, sus temas se conocen por las interpretaciones que de ellos han hecho artistas como Joaquín Sabina, Amancio Prada, Quilapayún y Soledad Bravo.
Su discografía no oficial, la cual consta de cuatro discos grabados como tales y dos sacados de películas documentales en las que participó, se puede encontrar en formato digital en la red. Consta de los siguientes discos:
- Spanska motståndssånger (Canciones de la resistencia española). Grabadas en la clandestinidad, Madrid, durante los años 1963-64.
- A contratiempo. 1978 (Dial Discos S.A., ND 5.016), grabado en los meses de noviembre y diciembre de 1977.
- Mientras el cuerpo aguante. De la película del mismo nombre, lanzada en el año 1982, dirigida por Fernando Trueba.
- Coplas retrógradas. Single. Del año 1982, grabado por Chicho Sánchez Ferlosio y Rosa Jiménez.
- Romancero de Durruti. De la película Durruti, anarquista, de 1999 dirigida por Albert Boadella y Jean Louis Comolli.

### Homenajes
- Hasta otro día, Chicho Sánchez Ferlosio. 2005, póstumo. Grabado y editado por Amancio Prada.
- Milonga del moro judío, canción compuesta por Jorge Drexler e incluida en su disco Eco (2004). Drexler tomó como estribillo una cuarteta de Sánchez Ferlosio, que fue glosando en sucesivas décimas: Yo soy un moro judío / que vive con los cristianos, / no sé qué Dios es el mío / ni cuáles son mis hermanos.

## Narrativa
- Narraciones italianas (1961, Editorial Aguilar). El único libro publicado en vida por el autor. Tiene 87 páginas y contiene diecinueve narraciones recogidas de la tradición italiana. El libro está descatalogado y resulta difícil de encontrar.
- Canciones, poemas y otros textos (2008, Hiperión). Libro póstumo compilado por Rosa Jiménez, Lisi F. Prada y Francisco Cumpián.